# کمپلکس‌های آمینو اسید-فلز واسطه
کمپلکس‌های آمینو اسید-فلز واسطه خانواده بزرگی از کمپلکس‌های شیمیایی هستند که شامل بازهای مزدوج آمینو اسیدها، ۲-آمینوکربوکسیلات‌ها هستند. آمینواسیدها در طبیعت رایج هستند و همه آنها به عنوان لیگاند در برابر فلزات واسطه عمل می‌کنند.